# HTC Gene
HTC Gene，原廠型號HTC P3400，HTC P3400i，HTC P3401，是台灣宏達電公司所推出的智慧型手機，採用時脈為200MHz的德州儀器OMAP850處理器，搭載微軟Windows Mobile 5（P3400）和Windows Mobile 6（P3400i），以及2.8英寸的解析度為240×320像素的65K色彩TFT電阻式觸控屏，具有200萬畫素攝像能力的後置攝像頭。面向低端，簡約設計，2007年3月於歐洲首度發表，後陸續推出升級版。還有以多普達品牌販售的Dopod D600，Dopod D600 action version（活力版）。

## 技術規格
- 處理器：TI OMAP 850 201MHz
- 作業系統：
  - P3400（包括多普達D600）：Windows Mobile 5.0 PocketPC Phone Edition
  - P3400i（包括多普達D600活力版）：Windows Mobile 6.0 PocketPC Phone Edition[4]
- 記憶體：ROM：128MB，RAM：64MB
- 尺寸：109 毫米 X 58 毫米 X 17.65 毫米
- 重量：126g（含電池）
- 螢幕：QVGA 解析度、2.8 吋 TFT-LCD 平面式觸控感應螢幕
- 網路：GSM/EDGE
- 藍牙：2.0 with EDR
- Wi-Fi：IEEE 802.11 b/g，中國大陸發售的版本中Wi-Fi被「閹割」
- 相機：200萬畫素相機（CMOS），支援自動對焦功能
- 電池：1250mAh充電式鋰或鋰聚合物電池

## 作業系統升級

### 升級 Windows Mobile 6.1/6.5

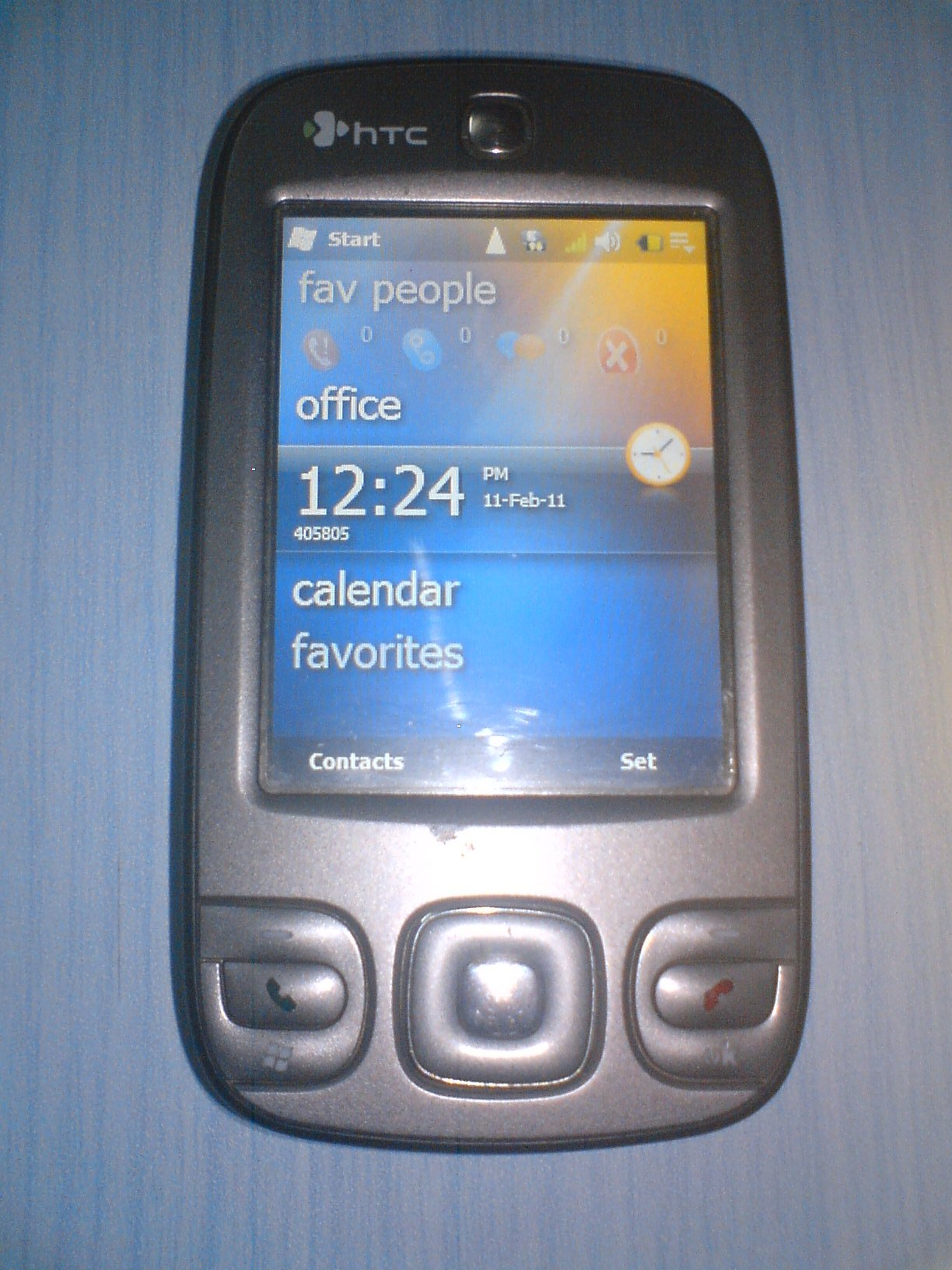
HTC Gene 運行WM 6.5

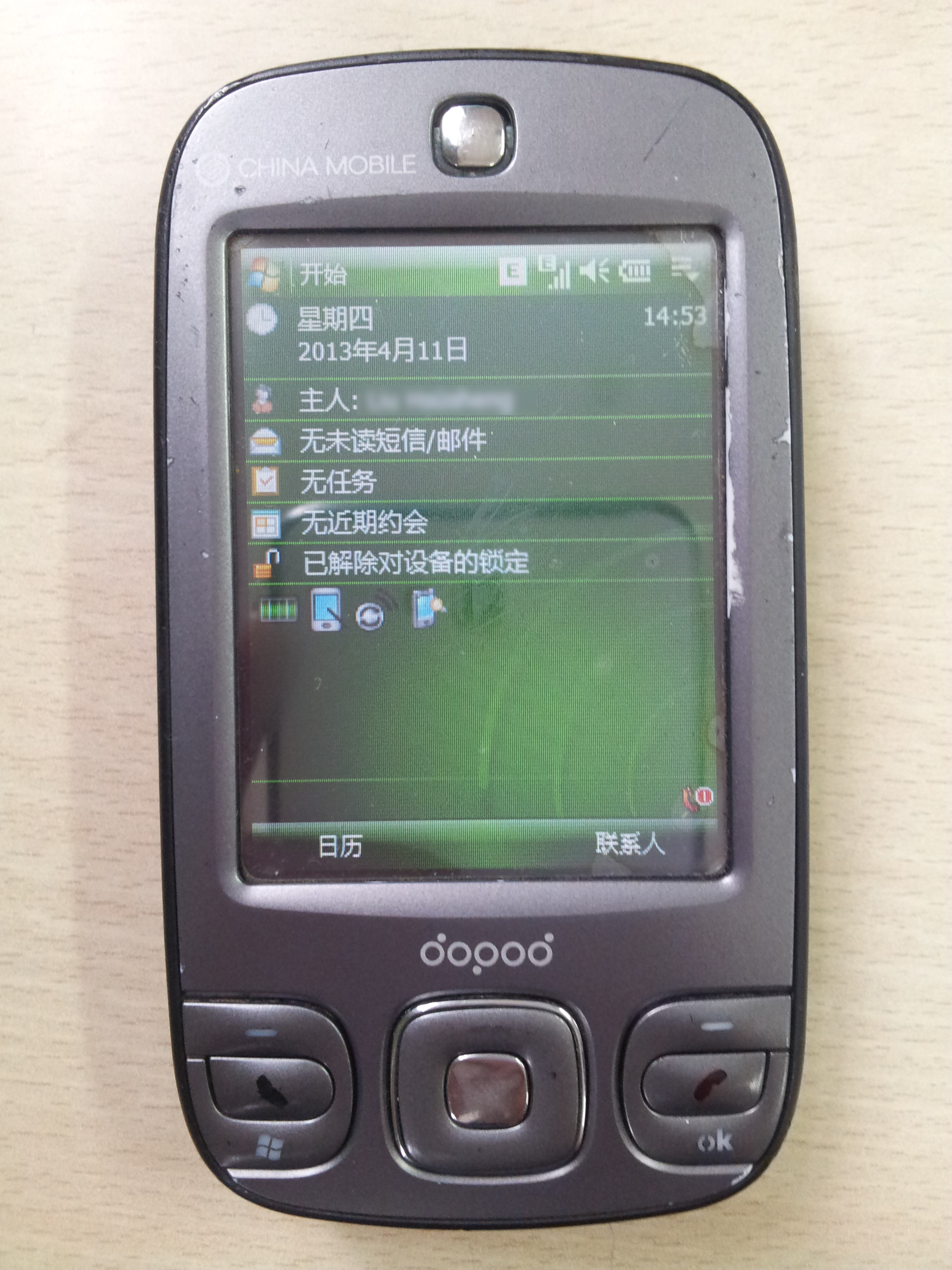
多普達D600運行 WM 6.1

儘管多普達/HTC官方未有對HTC Gene有作業系統升級的計劃，但是民間有使用者自行製作了適合HTC Gene/多普達D600使用的Windows Mobile 6.1/6.5作業系統，並成功刷寫到設備上使用。

### 升級 Android

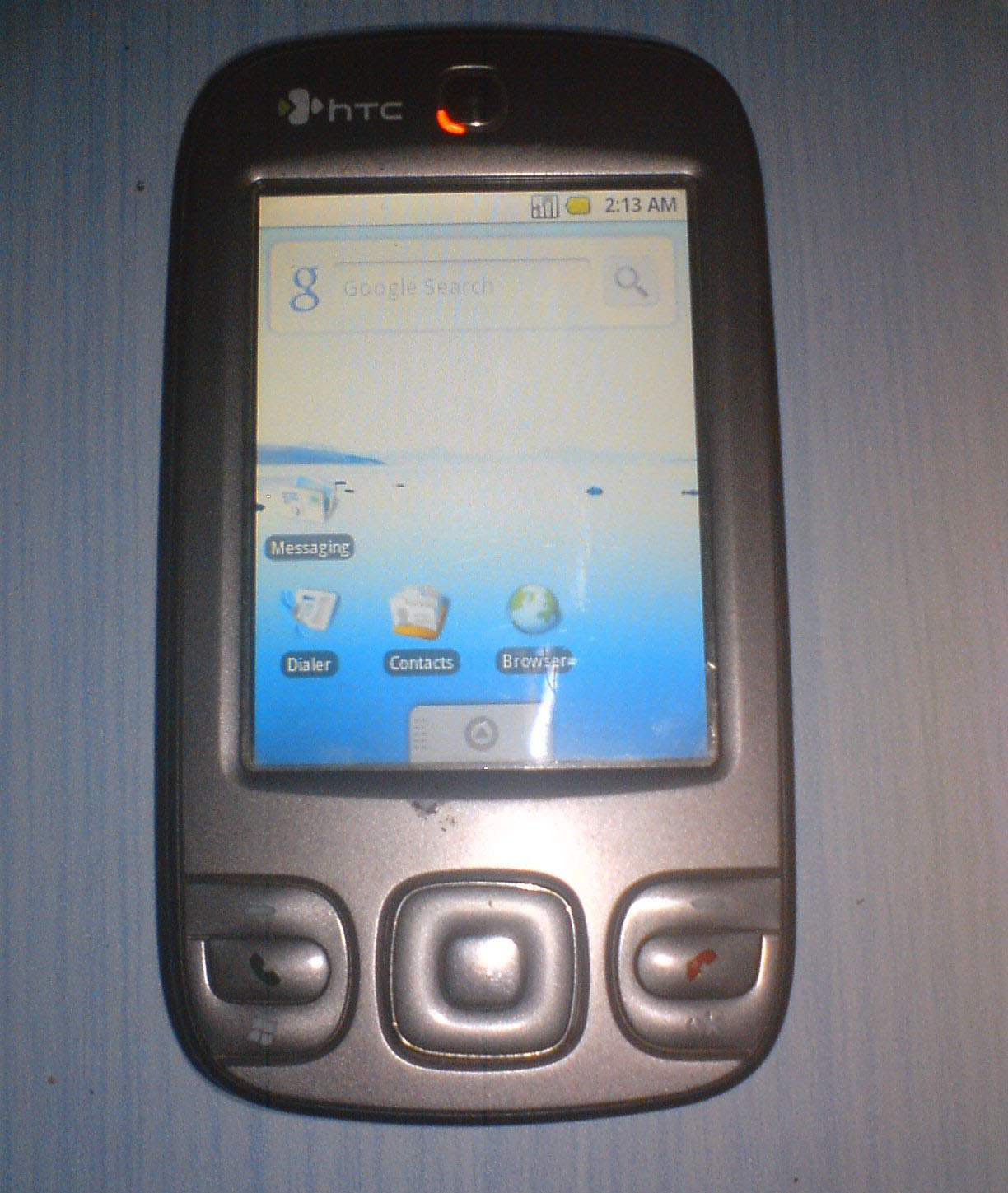
HTC Gene運行Android

在XDA討論區上有一個名為Wing Linux版本的修改版Android系統，可以運作於HTC Gene上。Android on Gene [Wing Linux]（页面存档备份，存于） - XDA

## 資料來源
1. ↑  多普达D600参数 （页面存档备份，存于） - zol.com.cn
2. ↑  多普达 D600 （页面存档备份，存于） - pconline.com.cn
3. ↑  HTC Gene 100/Dopod D600 （页面存档备份，存于） - pdadb.net
4. ↑  多普达D600（活力版）参数 （页面存档备份，存于） - zol.com.cn
5. ↑  多普達D600手機解鎖~刷機~教程 Archive.today的存檔，存档日期2013-05-02 - china-code.net
6. ↑  .   [2013-04-27]. （原始内容存档于2010-04-13）.
7. ↑  .   [2013-04-27]. （原始内容存档于2013-03-14）.
8. ↑  .   [2013-04-27]. （原始内容存档于2012-09-17）.
9. ↑  [GUIDE Step by Step Guide for Upgrading P3400 and P3400i ROM + FAQs] （页面存档备份，存于） - XDA

## 外部連結
- HTC P3400 概觀
- HTC P3400 技術規格（页面存档备份，存于）
- HTC P3400i 概觀
- HTC P3400i 技術規格
- HTC P3401 概觀[永久]
- HTC P3401 技術規格[永久]